# إيفلين فولر
إيفلين فولر (بالإنجليزية: Eve Fowler)‏ هي مصورة أمريكية، ولدت في 1964.